# Unai Vencedor
Unai Vencedor Paris (Bilbao, Biscaia, 15 de novembre de 2000) és un futbolista professional basc que juga com a migcampista a l'Athletic Club.

## Carrera esportiva
Vencedor va ingressar a l'acadèmia de Lezama el 2017, procedent del Santutxu FC. El juny de l'any següent, després d'acabar la seva formació, va ser promocionat directament al Bilbao Athletic per la pretemporada (saltant-se el pas habitual a l'equip de formació), i va fer el seu debut com a sènior el 29 de setembre com a titular en una derrota a fora contra Real Oviedo Vetusta per 2–1 a Segona Divisió B.
Va marcar el seu primer gol com a sènior el 15 de desembre de 2018, el segon del seu equip en una victòria per 3–2 a casa contra el CD Calahorra. Sis dies més tard, va renovar el seu contracte amb els Lleons fins al 2023.
Va fer el seu debut amb el primer equip – i a La Liga – el 16 de febrer de 2020, com a titular en una derrota per 1–0 contra el CA Osasuna. No va jugar més durant la temporada, i era candidat a una cessió per continuar la seva progressió, però es va quedar per lluitar per un lloc durant la temporada 2020–21. Va haver d'esperar fins al final de novembre de 2020 abans de tornar a ser titular, contra el Reial Betis, però va jugar regularment a partir de llavors.
Havent assolit una plaça de titular (inclosa la victòria a la Supercopa d'Espanya amb victòries contra el Reial Madrid i el FC Barcelona), el febrer de 2021 Vencedor va signar un nou contracte amb l'Athletic fins a l'estiu de 2025, amb una clàusula de 40 milions d'euros. Durant la campanya 2022–23, però, va perdre el seu lloc titular davant Mikel Vesga i Oihan Sancet.
El 5 d'agost de 2023, Vencedor va ser cedit al conjunt de la Segona Divisió SD Eibar per la temporada 2023–24.

## Internacional
Vencedor és internacional per Espanya sub-19 des de 2019.

## Palmarès
Athletic Club
- Supercopa d'Espanya: 2020–21